# Губерля (река)
Губерля́ — река в Оренбургской области России, правый приток реки Урал. Длина реки — 111 км. Площадь бассейна — 2410 км².
Берёт начало с Саринского плато. Исток расположен между сёлами Поим и Оноприеновка, в 6 км выше села Карагай-Покровка, высота истока — около 480 м над уровнем моря. Центральная часть Саринского плато выступает естественным водоразделом бассейнов трёх рек Сакмары, Губерли и Таналыка (все эти три реки впадают в Урал).
Губерля в некоторых местах напоминает горную речку: наблюдается чередование водопадов и плёсов. Русло реки довольно извилистое, это объясняется тем, что река протекает среди Губерлинских гор, и реке приходилось находить себе путь между холмами и скалами. Губерля впадает в Урал вблизи села Казачья Губерля. Высота устья 165 м над уровнем моря.
Перепад высот исток — устье 315 м, при длине реки в 110 км, коэффициент уклона составляет 2,86 м/км (для сравнения у Урала аналогичный показатель составляет 0,34) — это свидетельствует о том, что Губерля является быстрой неравнинной рекой. Это приводит к тому, что даже летом в июле вода в речке довольно холодная, особенно в верхнем течении, и не превышает 18 градусов по Цельсию.
На реке Губерля расположены следующие сёла (от истока к устью): Карагай-Покровка, Старохалилово, Малохалилово, Нарбулатово, Узембаево, Белошапка и Казачья Губерля. Река имеет значение и для других близлежащих населённых пунктов — например у посёлка Новорудный, расположенного в 6 км от Губерли, имеется водозабор на реке (насосная станция), который обеспечивает посёлок водой.
Название реки может происходить от тат. гөберле бака 'жаба', тат. гөбердау — 'бурлящая' или от баш. гөбөргәйел — 'черепаха'.